# 陳明端
陳明端，（1941年—），福建長樂人、男、中共黨員、中國大陸政治、軍事人物、中國人民解放軍少將，曾在長期在解放軍福建省軍區服役(1985年一2001年)、復員軍人、福建省残疾人福利基金会理事长。

## 生平
歷仼福建省軍區司令員、副司令員、參謀長、福建省委常委、陸軍第31集團軍參謀長。    